# Adventfjorden
Adventfjorden (literalment en noruec: fiord d'Advent) és una badia de 7 km de llargada i de 4 km d'amplada al costat sud del fiord de Gel, a la costa oest de l'illa de Spitsbergen. El nom és la corrupció d'Adventure Bay, probablement derivat del nom del vaixell balener anglès Adventure, el qual recorregué el fiord l'any 1656. El fiord es coneixia abans amb una sèrie de noms: Adventbukten, Klaasbillen Baai (nl), Klaas Billen Bay (en), Adventure Sound (en)… A la capçalera de l'Adventfjorden hi ha la val Adventdal.

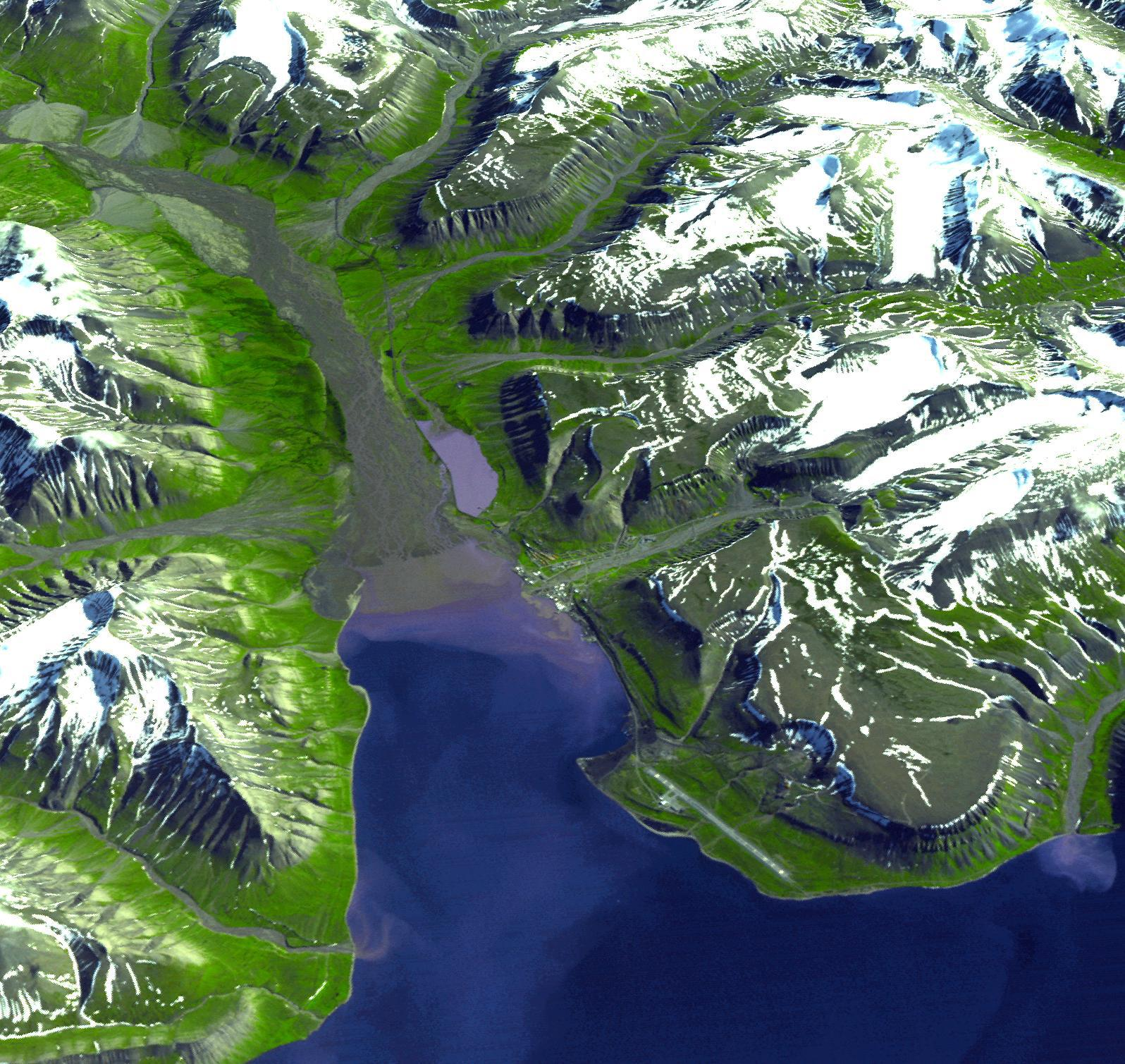
L'Adventfjord i la seva eixida a l'Isfjord, amb l'aeroport de Longyearbyen a baix a l'esquerra

L'antic camp de la mineria de carbó anomenat Longyearbyen (actualment la principal població de les Svalbard) es troba a la riba sud d'aquest fiord, mentre un altre antic camp miner actualment abandonat, Hiorthhamn, es troba a la seva riba nord.